# Severstal Tjerepovets
Severstal (Ryska:Северсталь) är en ishockeyklubb i Kontinental Hockey League, med sitt säte i staden Tjerepovets, Vologda oblast, Ryssland.

## Historia
Laget grundades 1956 under namnet Stroitel Tjerepovets. Namnet ändrades till Metallurg Tjerepovets 1959 och slutligen till sitt nuvarande namn Severstal 1994 då stålbolaget med samma namn (Severstal) tog över sponsringen. 

## Meriter
Klubbens främsta meriter kom i början på 2000-talet, med semifinalspel i ryska superligan år 2001 och finalspel 2003. 